# فيليب يوفيتش
فيليب يوفيتش (بالصربية: Филип Јовић)‏ هو لاعب كرة قدم صربي، ولد في 6 أغسطس 1997 في كروشيفاتس في صربيا. لعب مع نابريداك كروشيفاتس.

## وصلات خارجية
- فيليب يوفيتش على موقع قاعدة بيانات كرة القدم.إي يو (الإنجليزية)
- فيليب يوفيتش على موقع Soccerway.com (الإنجليزية)